# John P. Livadary
John Paul Livadary (* 20. Mai 1896 in Istanbul, Türkei; † 7. April 1987 in Balboa Island, Newport Beach, Kalifornien) war ein US-amerikanischer Tontechniker. 

## Leben
John P. Livadary studierte am Massachusetts Institute of Technology und machte 1923 seinen Abschluss in Mathematik und Elektrotechnik. 1929 wurde er von Columbia Pictures als Tontechniker angestellt und war als solcher fortan für zahlreiche Filme des Studios zuständig. Zu diesen gehörten unter anderem mehrere Filme von Regisseur Frank Capra wie Mr. Deeds geht in die Stadt (1936) sowie Filmmusicals mit Columbias größtem Star Rita Hayworth wie Es tanzt die Göttin (1944). 
Livadary war insgesamt 17 Mal für den Oscar in der Kategorie Bester Ton nominiert, so zum Beispiel für Capras utopischen Abenteuerfilm In den Fesseln von Shangri-La. Für die Filme Das leuchtende Ziel (1934), Der Jazzsänger (1946) und Verdammt in alle Ewigkeit (1953) konnte Livadary den Filmpreis gewinnen. Mit vier Sonderauszeichnungen für technische Errungenschaften in den Jahren 1938, 1945, 1951 und 1955 erwies er sich als Pionier seines Fachs. Im Jahr 1959 zog er sich mit seiner langjährigen Erfahrung als tontechnischer Leiter von Columbia Pictures aus dem Filmgeschäft zurück und wurde stattdessen leitender Direktor bei Everest Records, einem ehemaligen Plattenlabel, das auf klassische Musik spezialisiert war. Mit der Verwendung von 35-mm-Magnetband zur Mehrkanaltonaufnahme setzte er für die Plattenindustrie der 1960er Jahre neue Qualitätsmaßstäbe. Er war zudem Mitglied der Audio Engineering Society, der Acoustical Society of America, der Society of Motion Picture and Television Engineers und der Academy of Motion Picture Arts and Sciences.
Er starb 1987 im Alter von 90 Jahren auf Balboa Island, einem Stadtteil von Newport Beach. Sein Grab und das Grab seiner Frau Helen (1908–2001) befinden sich im Pacific View Memorial Park in Corona del Mar.

## Filmografie (Auswahl)
- 1931: Das Luftschiff (Dirigible) – Regie: Frank Capra
- 1934: Das leuchtende Ziel (One Night of Love) – Regie: Victor Schertzinger
- 1935: Love Me Forever – Regie: Victor Schertzinger
- 1936: Mr. Deeds geht in die Stadt (Mr. Deeds Goes to Town) – Regie: Frank Capra
- 1937: In den Fesseln von Shangri-La (Lost Horizon) – Regie: Frank Capra
- 1937: Criminals of the Air – Regie: Charles C. Coleman
- 1937: The Shadow – Regie: Charles C. Coleman
- 1938: Who Killed Gail Preston? – Regie: Leon Barsha
- 1938: There’s Always a Woman – Regie: Alexander Hall
- 1939: Lebenskünstler (You Can’t Take It with You) – Regie: Frank Capra
- 1939: Mr. Smith geht nach Washington (Mr. Smith Goes to Washington) – Regie: Frank Capra
- 1940: Ein Ehemann zuviel (Too Many Husbands) – Regie: Wesley Ruggles
- 1940: The Lady in Question – Regie: Charles Vidor
- 1940: Angels Over Broadway – Regie: Ben Hecht
- 1941: Reich wirst du nie (You’ll Never Get Rich) – Regie: Sidney Lanfield
- 1942: Du warst nie berückender (You Were Never Lovelier) – Regie: William A. Seiter
- 1943: Sahara – Regie: Zoltan Korda
- 1944: Es tanzt die Göttin (Cover Girl) – Regie: Charles Vidor
- 1946: Der Jazzsänger (The Jolson Story) – Regie: Alfred E. Green
- 1953: Verdammt in alle Ewigkeit (From Here to Eternity) – Regie: Fred Zinnemann
- 1954: Lebensgier (Human Desire) – Regie: Fritz Lang
- 1954: Die Caine war ihr Schicksal (The Caine Mutiny) – Regie: Edward Dmytryk
- 1955: Mit Leib und Seele (The Long Gray Line) – Regie: John Ford
- 1955: Der Mann aus Laramie (The Man from Laramie) – Regie: Anthony Mann
- 1955: Ehe in Fesseln (Queen Bee) – Regie: Ranald MacDougall
- 1955: Picknick (Picnic) – Regie: Joshua Logan
- 1956: Schmutziger Lorbeer (The Harder They Fall) – Regie: Mark Robson
- 1956: Geliebt in alle Ewigkeit (The Eddy Duchin Story) – Regie: George Sidney
- 1956: Herbststürme (Autumn Leaves) – Regie: Robert Aldrich
- 1957: Zähl bis drei und bete (3:10 to Yuma) – Regie: Delmer Daves
- 1957: Pal Joey – Regie: George Sidney
- 1958: Cowboy – Regie: Delmer Daves
- 1958: Jakobowsky und der Oberst (Me and the Colonel) – Regie: Peter Glenville
- 1958: Das letzte Hurra (The Last Hurrah) – Regie: John Ford
- 1958: Sindbads siebente Reise (The 7th Voyage of Sinbad) – Regie: Nathan Juran
- 1958: Meine Braut ist übersinnlich (Bell Book and Candle) – Regie: Richard Quine
- 1959: Auf eigene Faust (Ride Lonesome) – Regie: Budd Boetticher
- 1959: April entdeckt die Männer (Gidget) – Regie: Paul Wendkos
- 1959: Mit mir nicht, meine Herren (It Happened to Jane) – Regie: Richard Quine
- 1959: Sie kamen nach Cordura (They Came to Cordura) – Regie: Robert Rossen
- 1959: Schrei, wenn der Tingler kommt (The Tingler) – Regie: William Castle
- 1959: Der Mann aus Arizona (Edge of Eternity) – Regie: Don Siegel
- 1960: Einer gibt nicht auf (Comanche Station) – Regie: Budd Boetticher
- 1960: Der Kommandant (The Mountain Road) – Regie: Daniel Mann

## Auszeichnungen
Oscar – Bester Ton
Gewonnen:
- 1935: One Night of Love
- 1947: Der Jazzsänger (The Jolson Story)
- 1954: Verdammt in alle Ewigkeit (From Here to Eternity)

Nominiert:
- 1936: Love Me Forever
- 1937: Mr. Deeds geht in die Stadt (Mr. Deeds Goes to Town)
- 1938: In den Fesseln von Shangri-La (Lost Horizon)
- 1939: Lebenskünstler (You Can’t Take It with You)
- 1940: Mr. Smith geht nach Washington (Mr. Smith Goes to Washington)
- 1941: Ein Ehemann zuviel (Too Many Husbands)
- 1942: Roman einer Tänzerin (The Men in Her Life)
- 1943: Du warst nie berückender (You Were Never Lovelier)
- 1944: Sahara
- 1945: Es tanzt die Göttin (Cover Girl)
- 1946: Polonaise  (A Song to Remember)
- 1955: Die Caine war ihr Schicksal (The Caine Mutiny)
- 1957: Geliebt in alle Ewigkeit (The Eddy Duchin Story)
- 1958: Pal Joey

Oscar – Technische Verdienste
- 1938: Auszeichnung für die Anwendung eines biplanaren Lichtventils bei Filmtonaufnahmen
- 1945: Auszeichnung zusammen mit Bernard B. Brown für das Design und die technische Umsetzung eines separaten Aufnahmeraums für Solisten und Chöre
- 1951: Auszeichnung zusammen mit Floyd Campbell und Lloyd W. Russell für die Entwicklung eines Aufnahmesystems mit mehreren magnetisierten Tonspuren
- 1955: Auszeichnung zusammen mit Lloyd W. Russell für einen verbesserten auf Geräte für Pegelvergleiche angewandten Begrenzungsverstärker